# Bundesliga Femenina 2015-16
La Bundesliga Femenina 2015-16 fue la 26.ª edición de la máxima categoría de la liga de fútbol femenino de Alemania. Comenzó el 28 de agosto de 2015 y terminó el 16 de mayo de 2016. El equipo campeón fue FC Bayern Múnich y el subcampeón VfL Wolfsburgo que además se clasificaron a la Liga de Campeones Femenina de la UEFA.

## Clasificación
| Pos. | Equipo                 | Pts. | PJ | G  | E | P  | GF | GC | Dif. | Clasificación o descenso     |
| ---- | ---------------------- | ---- | -- | -- | - | -- | -- | -- | ---- | ---------------------------- |
| 1    | FC Bayern Múnich (C)   | 57   | 22 | 18 | 3 | 1  | 47 | 8  | +39  | Calificó a Liga de Campeones |
| 2    | VfL Wolfsburgo         | 47   | 22 | 15 | 2 | 5  | 56 | 22 | +34  | Calificó a Liga de Campeones |
| 3    | 1. FFC Frankfurt       | 46   | 22 | 15 | 1 | 6  | 49 | 25 | +24  |                              |
| 4    | SC Friburgo            | 32   | 22 | 9  | 5 | 8  | 38 | 24 | +14  |                              |
| 5    | SGS Essen              | 32   | 22 | 10 | 2 | 10 | 39 | 37 | +2   |                              |
| 6    | FF USV Jena            | 31   | 22 | 9  | 4 | 9  | 30 | 45 | −15  |                              |
| 7    | 1. FFC Turbine Potsdam | 30   | 22 | 9  | 3 | 10 | 42 | 28 | +14  |                              |
| 8    | TSG Hoffenheim         | 28   | 22 | 8  | 4 | 10 | 33 | 33 | 0    |                              |
| 9    | SC Sand                | 28   | 22 | 8  | 4 | 10 | 29 | 30 | −1   |                              |
| 10   | Bayer 04 Leverkusen    | 21   | 22 | 6  | 3 | 13 | 21 | 56 | −35  |                              |
| 11   | Werder Bremen          | 13   | 22 | 3  | 4 | 15 | 17 | 53 | −36  | Desciende a 2. Bundesliga    |
| 12   | 1. FC Köln             | 12   | 22 | 3  | 3 | 16 | 20 | 60 | −40  | Desciende a 2. Bundesliga    |

 Fuente: 

## Resultados
|                        | BRE | ESS | FRI | FRA | HOF | JEN | KÖL | LEV | MUN | POT | SAN | WOL |
| ---------------------- | --- | --- | --- | --- | --- | --- | --- | --- | --- | --- | --- | --- |
| Werder Bremen          |     | 0-6 | 1-0 | 1-1 | 0-4 | 1-2 | 6-2 | 1-1 | 0-2 | 1-4 | 1-0 | 0-3 |
| SGS Essen              | 3-0 |     | 0-3 | 3-2 | 1-2 | 4-0 | 3-2 | 0-1 | 0-1 | 1-1 | 1-0 | 1-3 |
| SC Friburgo            | 2-2 | 1-2 |     | 4-0 | 0-0 | 1-2 | 6-1 | 6-1 | 0-3 | 2-0 | 4-1 | 0-2 |
| 1. FFC Frankfurt       | 3-0 | 2-0 | 0-2 |     | 4-1 | 5-1 | 4-0 | 4-0 | 0-1 | 1-0 | 2-0 | 0-2 |
| TSG Hoffenheim         | 2-0 | 4-0 | 2-0 | 0-1 |     | 1-1 | 4-0 | 3-1 | 1-3 | 0-3 | 2-3 | 0-4 |
| FF USV Jena            | 1-0 | 1-4 | 1-1 | 4-5 | 3-1 |     | 0-2 | 3-1 | 1-1 | 3-0 | 1-0 | 0-8 |
| 1. FC Köln             | 2-2 | 0-3 | 0-1 | 0-2 | 1-1 | 2-1 |     | 1-2 | 0-2 | 3-2 | 1-5 | 0-3 |
| Bayer 04 Leverkusen    | 4-1 | 4-5 | 1-3 | 0-4 | 2-1 | 0-0 | 2-0 |     | 0-5 | 1-0 | 0-0 | 0-2 |
| FC Bayern Múnich       | 2-0 | 2-1 | 1-0 | 0-1 | 1-1 | 5-1 | 1-0 | 5-0 |     | 3-1 | 2-0 | 1-0 |
| 1. FFC Turbine Potsdam | 4-0 | 0-0 | 2-0 | 3-4 | 2-1 | 0-1 | 4-0 | 6-0 | 0-2 |     | 0-2 | 4-0 |
| SC Sand                | 3-0 | 4-1 | 0-0 | 0-3 | 0-2 | 2-1 | 1-1 | 4-0 | 0-3 | 1-1 |     | 2-4 |
| VfL Wolfsburgo         | 2-0 | 4-0 | 2-2 | 3-1 | 3-0 | 1-2 | 5-2 | 2-0 | 1-1 | 2-5 | 0-1 |     |

Actualizado al 16 de mayo de 2016. Fuente:

## Goleadoras

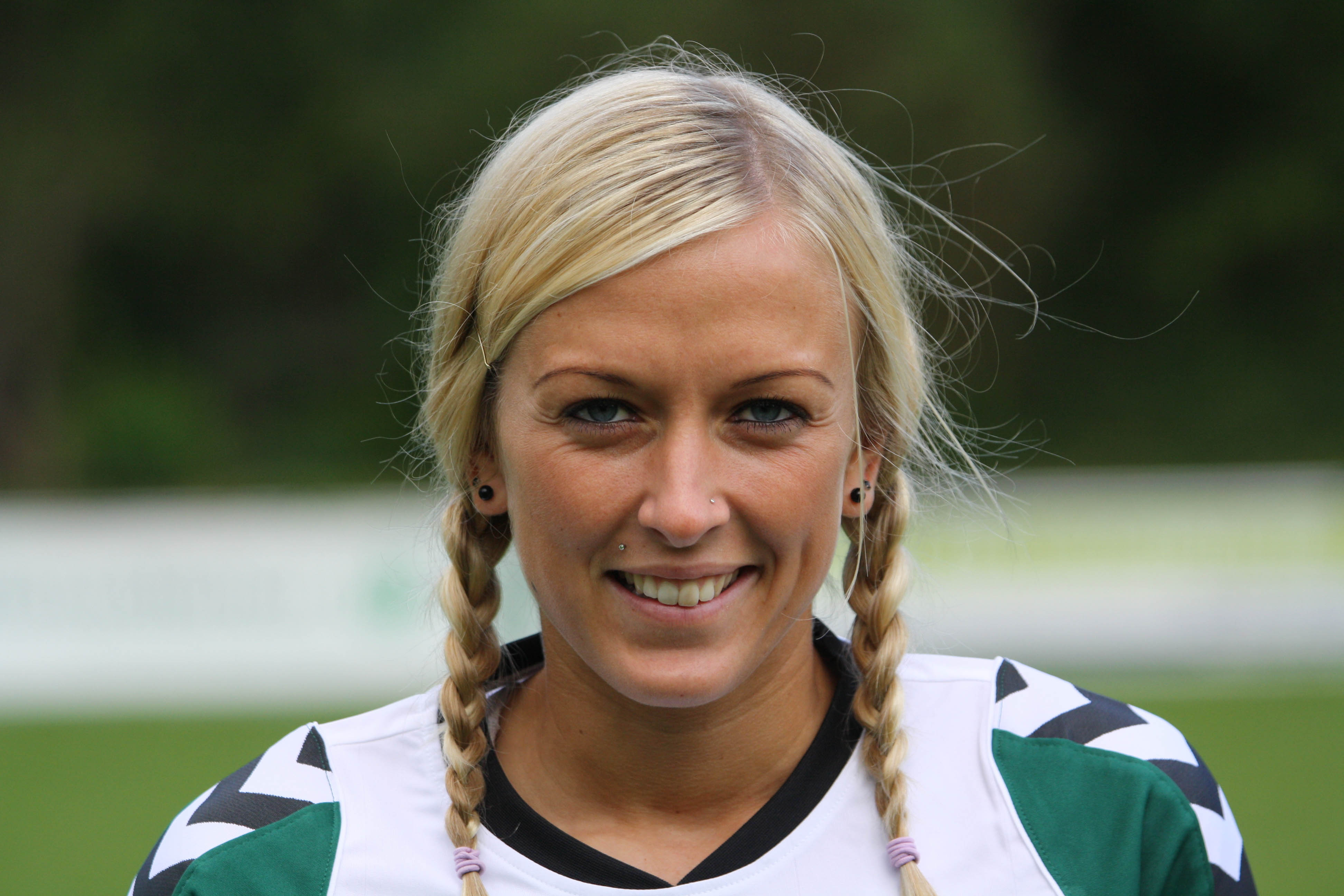
Mandy Islacker, goleadora de la temporada.

| Posición | Jugadora           | Club                   | Goles |
| -------- | ------------------ | ---------------------- | ----- |
| 1        | Mandy Islacker     | 1. FFC Frankfurt       | 17    |
| 2        | Vivianne Miedema   | FC Bayern Múnich       | 14    |
| 3        | Svenja Huth        | 1. FFC Turbine Potsdam | 13    |
| 4        | Charline Hartmann  | SGS Essen              | 11    |
| 4        | Amber Hearn        | FF USV Jena            | 11    |
| 6        | Sara Däbritz       | FC Bayern Múnich       | 9     |
| 6        | Dzsenifer Marozsán | 1. FFC Frankfurt       | 9     |
| 8        | Nina Burger        | SC Sand                | 8     |
| 8        | Kerstin Garefrekes | 1. FFC Frankfurt       | 8     |
| 8        | Lea Schüller       | SGS Essen              | 8     |

### Tripletas
| Jugador            | Para                   | Contra              | Resultado | Fecha                   | Ref.  |
| ------------------ | ---------------------- | ------------------- | --------- | ----------------------- | ----- |
| Vivianne Miedema   | FC Bayern Múnich       | Bayer 04 Leverkusen | 5–0       | 20 de noviembre de 2015 | [ 4 ] |
| Dzsenifer Marozsán | 1. FFC Frankfurt       | FF USV Jena         | 5–4       | 21 de noviembre de 2015 | [ 5 ] |
| Vivianne Miedema   | FC Bayern Múnich       | FF USV Jena         | 5–1       | 19 de marzo de 2016     | [ 6 ] |
| Svenja Huth        | 1. FFC Turbine Potsdam | Bayer 04 Leverkusen | 6–0       | 20 de marzo de 2016     | [ 7 ] |
| Vivianne Miedema   | FC Bayern Múnich       | Bayer 04 Leverkusen | 5–0       | 1 de mayo de 2016       | [ 8 ] |

## Equipo Campeón
| FC Bayern Múnich | |
|                  | Porteras: Tinja-Riikka Korpela, Fabienne Weber, Manuela Zinsberger Defensas: Caroline Abbé, Katharina Baunach, Claire Falknor, Nora Holstad, Gina Lewandowski, Leonie Maier, Raffaella Manieri, Carina Wenninger Centrocampistas: Melanie Behringer, Vero Boquete, Sara Däbritz, Laura Feiersinger, Jenny Gaugigl, Melanie Leupolz, Sarah Romert, Viktoria Schnaderbeck, Ricarda Walkling Delanteras: Eunice Beckmann, Vanessa Bürki, Mana Iwabuchi, Lena Lotzen, Vivianne Miedema, Nicole Rolser, Lisa Evans Entrenador: Thomas Wörle |